# ソロモンとシバの女王
『ソロモンとシバの女王』（原題：Solomon and Sheba）は、1959年制作のアメリカ合衆国の映画。キング・ヴィダー監督。
「旧約聖書」の「列王記」と「歴代誌」に記されたソロモンとシバの女王の物語の映画化。
当初はタイロン・パワー主演で製作されていたが、撮影中にパワーが急死したため、ユル・ブリンナーが代役に立てられた。パワーの出演シーンは全て撮り直された。

## あらすじ
紀元前10世紀。病に倒れたイスラエル王ダビデは、2人の息子・アドニヤとソロモンのどちらに王位を継がせるかを考え始める。
その頃、2人はエジプト軍との戦いの最中であった。2人は戦いに勝利するが、そこへ父王危篤の知らせが来る。ソロモンは急ぎイスラエルに戻るが、アドニヤはエジプト軍に加わっていたシバの女王を追い、服従を強要したが、拒絶される。
ダビデは神託により、王位をソロモンに継がせることを決定、兄弟で争うなという遺言を遺して亡くなった。
ソロモンの治世となり豊かとなったイスラエルをねたみ、エジプト王は再び戦いを仕掛けようとする。それに対し、シバの女王はソロモンの信仰を変えさせ、民衆を離反させる策を提案、自らその役目を負い、ソロモンに近づく。
ソロモンは彼女の美しさに惹かれ、女王もまたいつかソロモンに恋するようになり、ついには結婚を望むようになるのだが…。

## キャスト
※括弧内は日本語吹替（初回放送1975年2月23日『日曜洋画劇場』）
- ソロモン：ユル・ブリンナー（小林修）
- シバの女王：ジーナ・ロロブリジーダ（武藤礼子）
- アドニヤ：ジョージ・サンダース（穂積隆信）
- アビシャグ：マリサ・パヴァン（浅井淑子）
- ヨアブ：ジョン・クロウフォード
- ダビデ：フィンレイ・カリー
- ファラオ：デヴィッド・ファラー
- アレハンドロ・レイ
- ハリー・アンドリュース